# Château de Hohenwerfen
Le château de Hohenwerfen (en allemand : Burg Hohenwerfen) est un château médiéval autrichien situé à Werfen dans la vallée de Salzach, à environ 40 km au sud de Salzbourg. Le château est entouré par les Alpes de Berchtesgaden et le massif de Tennen. La fortification est voisine de celle de la forteresse de Hohensalzburg, toutes deux du XIe siècle.

## Histoire
L'ancienne fortification a été construite entre 1075 et 1078 pendant la querelle des Investitures par ordre de l'archevêque Gebhard de Salzbourg comme rempart stratégique, au sommet d'un rocher de 155 mètres de haut. Gebhard, un allié du pape Grégoire VII et de l'antiroi Rodolphe de Rheinfelden, a eu trois grands châteaux étendus pour protéger l'archevêché de Salzbourg contre les forces du roi Henri IV du Saint-Empire : Hohenwerfen, Hohensalzburg et le château de Petersberg à Friesach dans le duché de Carinthie. Néanmoins Gebhard a été expulsé en 1077 et ne put y retourner qu'en 1086 pour y mourir deux ans plus tard.
Le château fut également utilisé comme prison, ce qui lui donna une réputation sinistre. La prison a vu passer plusieurs seigneurs bien placés et des notables comme l'archevêque Adalbert III arrêté en 1198, le comte Albert de Friesach en 1253, le gouverneur du duché de Styrie Siegmund von Dietrichstein, pendant la guerre des Paysans allemands en 1525 et le prince-évêque Wolf Dietrich de Raitenau qui y mourut en 1617 après six ans d'emprisonnement.
L'archiduc Eugène d'Autriche-Teschen devient propriétaire de la forteresse en 1898. En 1931, un incendie endommage le château qui est revendu restauré à l'administration de Salzbourg en 1938. Après la Seconde Guerre mondiale, il fut utilisé comme camp d'entraînement de la gendarmerie autrichienne jusqu'en 1987.
Agrandi et rénové à plusieurs reprises au cours des siècles, le château est devenu aujourd'hui un parc d'aventure. Parmi les nombreuses attractions, se trouvent la visite guidée de sa collection d'armes, le musée de la fauconnerie historique de Salzbourg et une taverne.

## Galerie

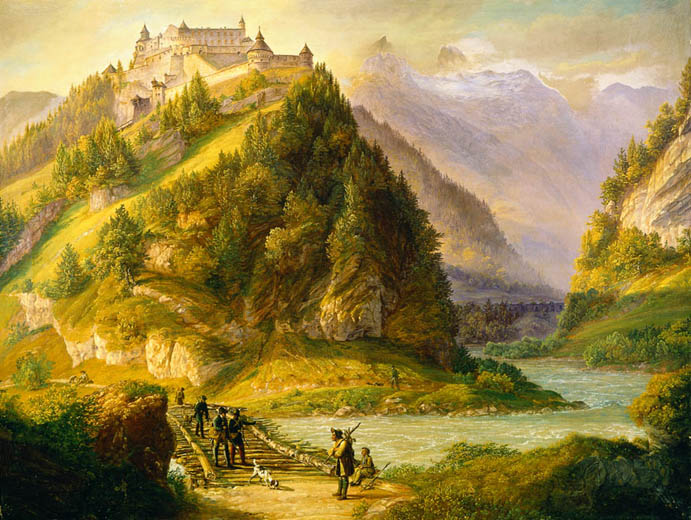
Festung Hohenwerfen, Johann Michael Sattler, 1827-1828.
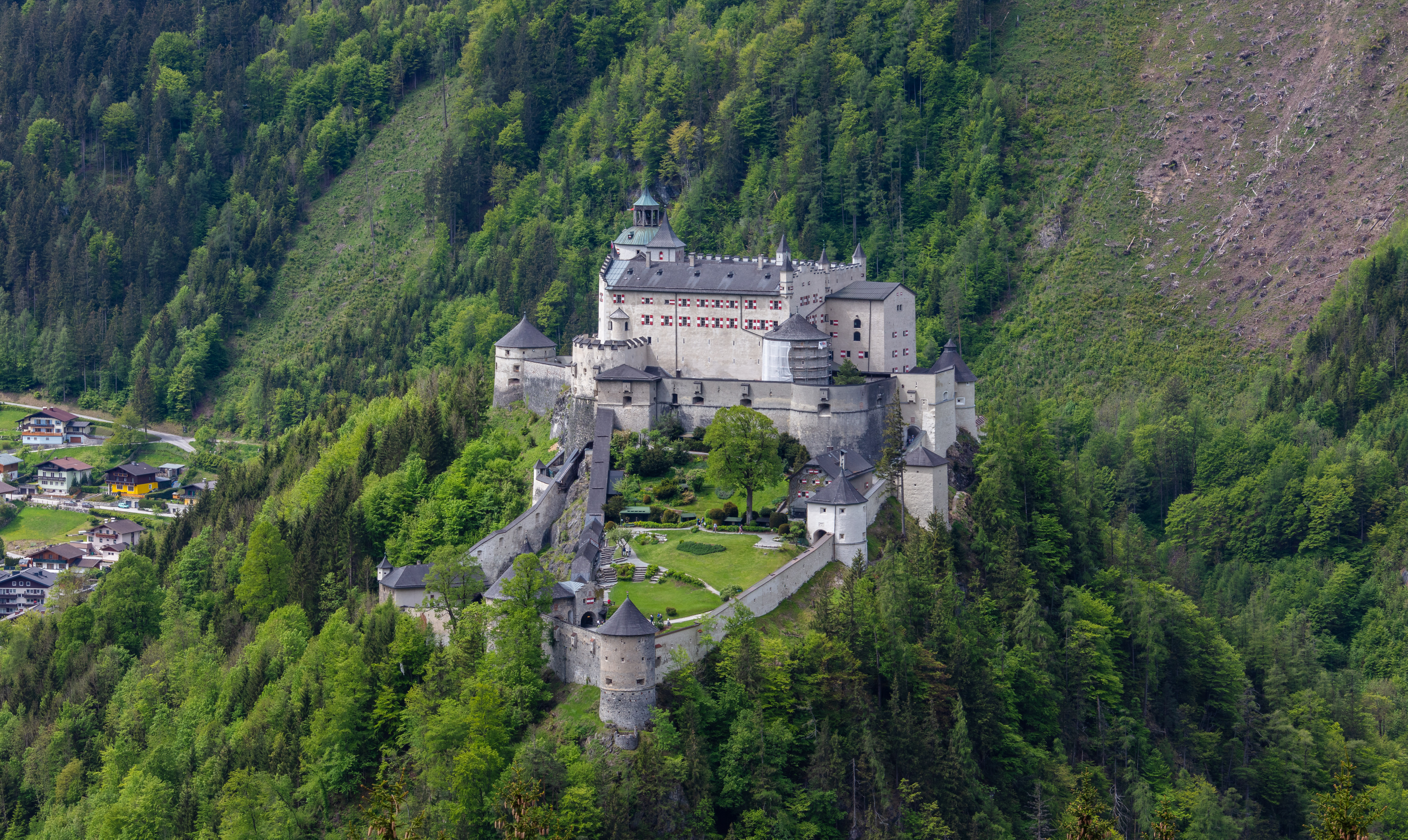
Vue générale.
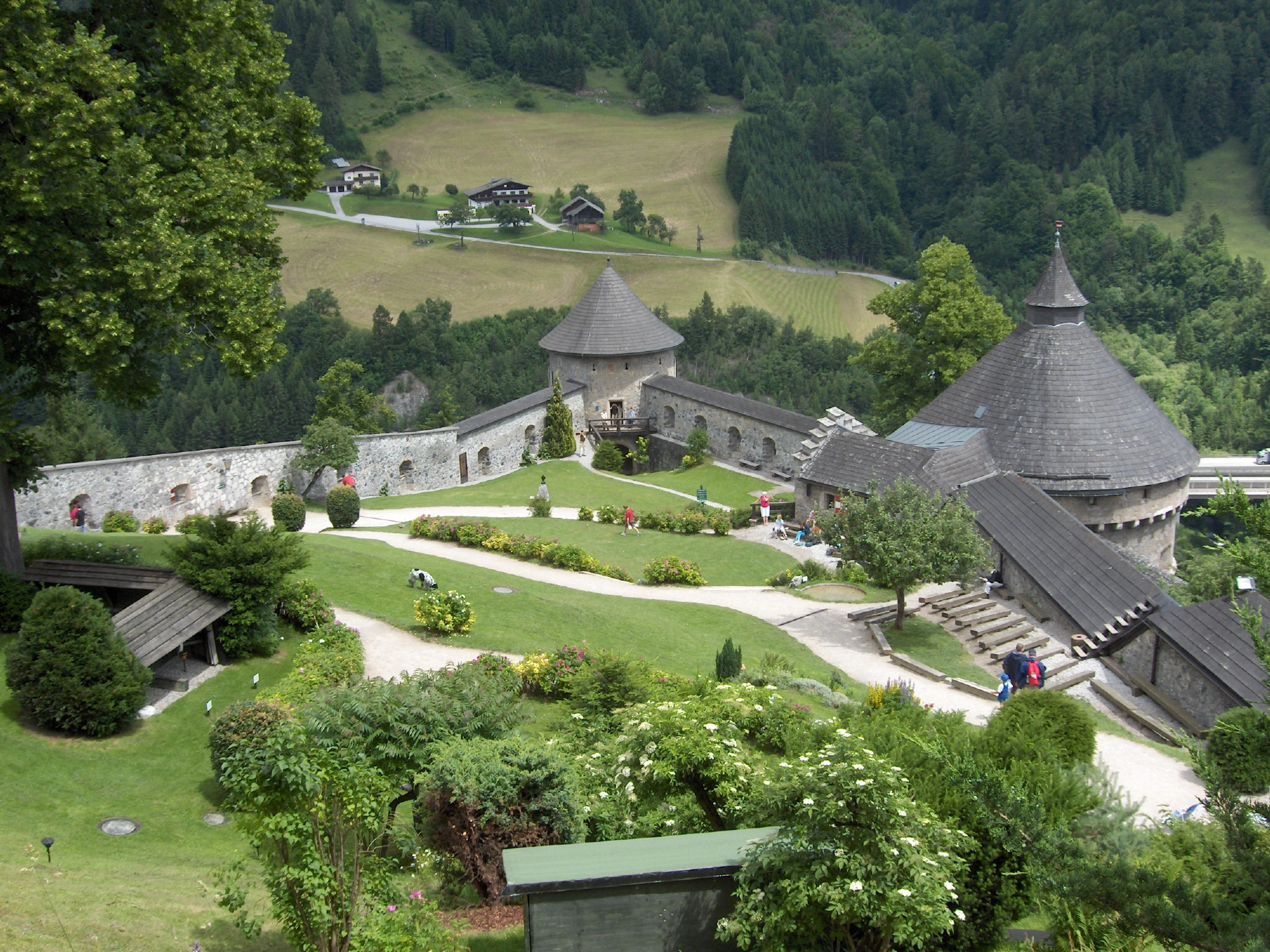
Vue au-dessus les jardins en 2004.
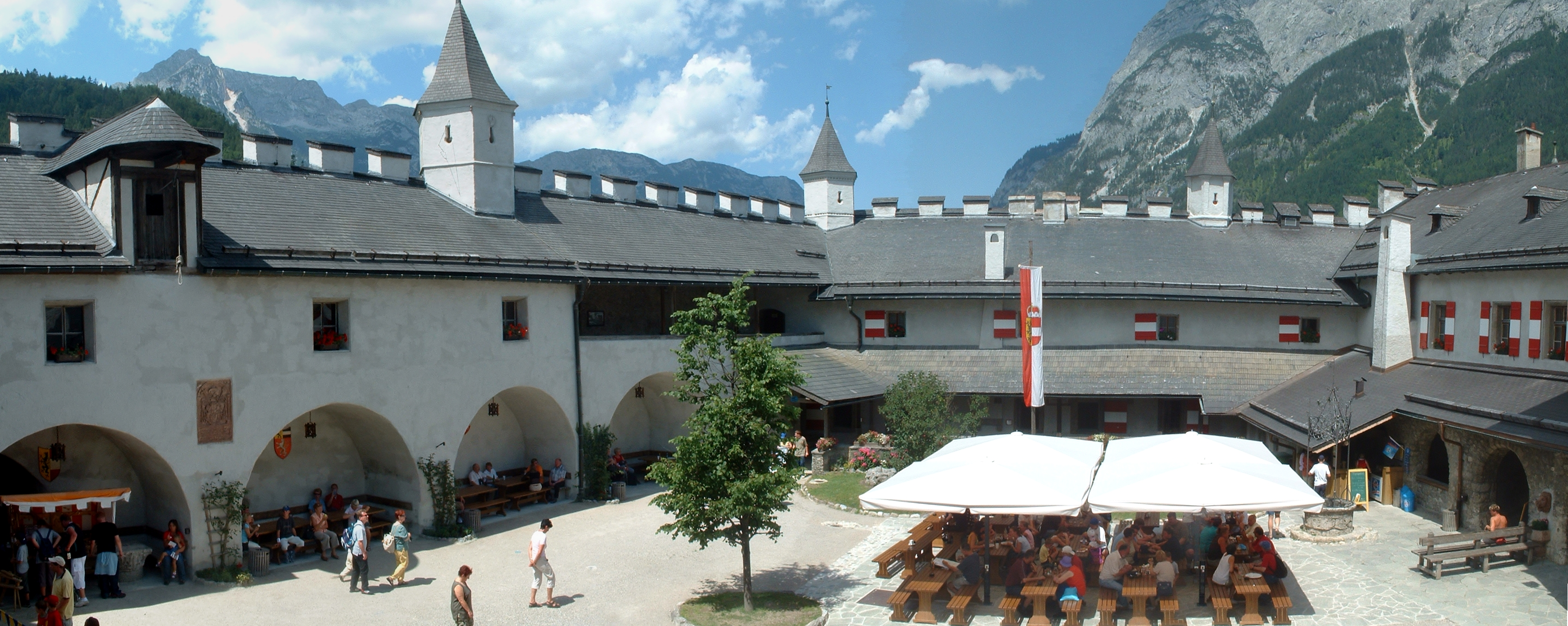
La cour du château.
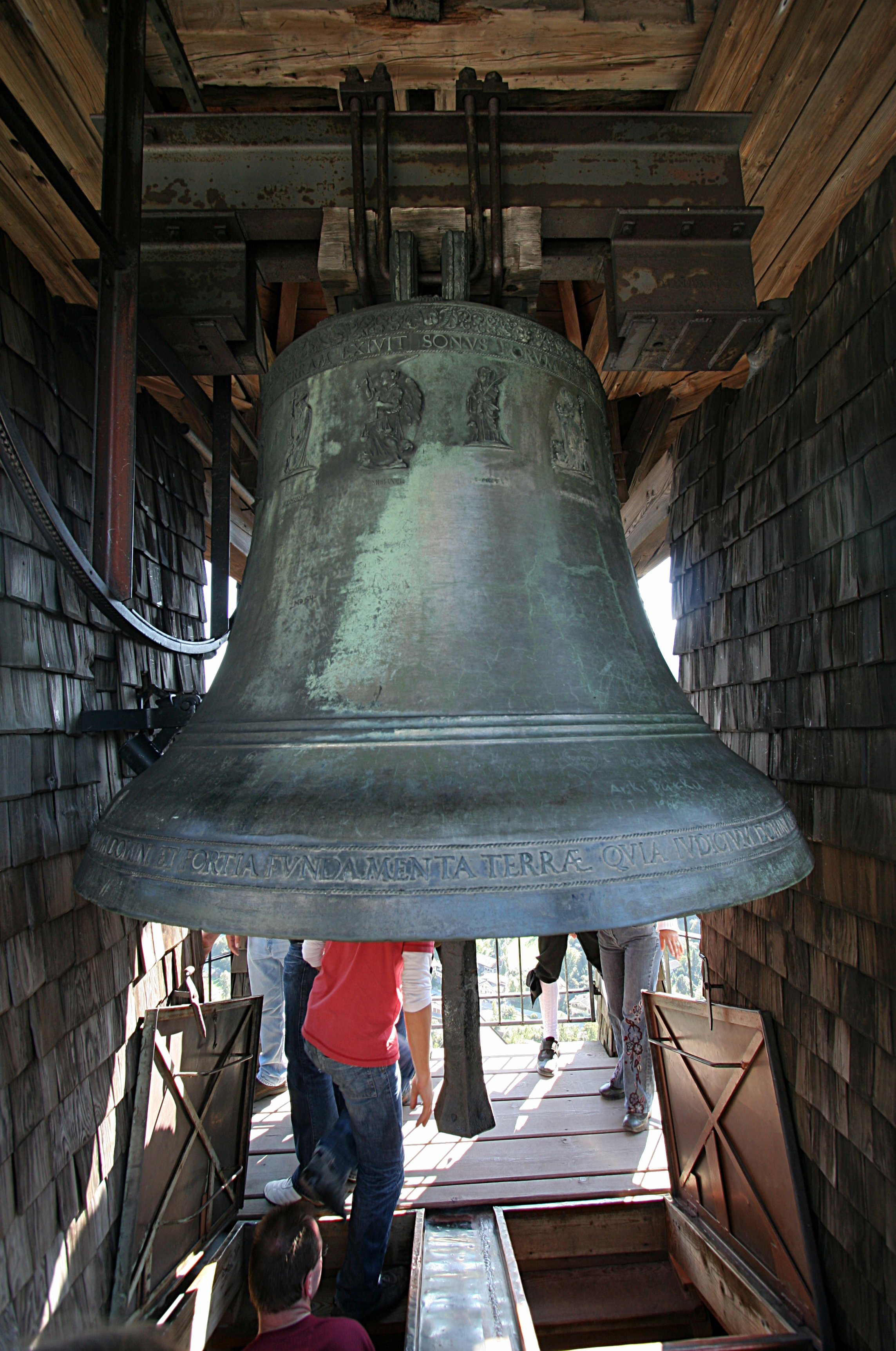
Le Burgahnl.
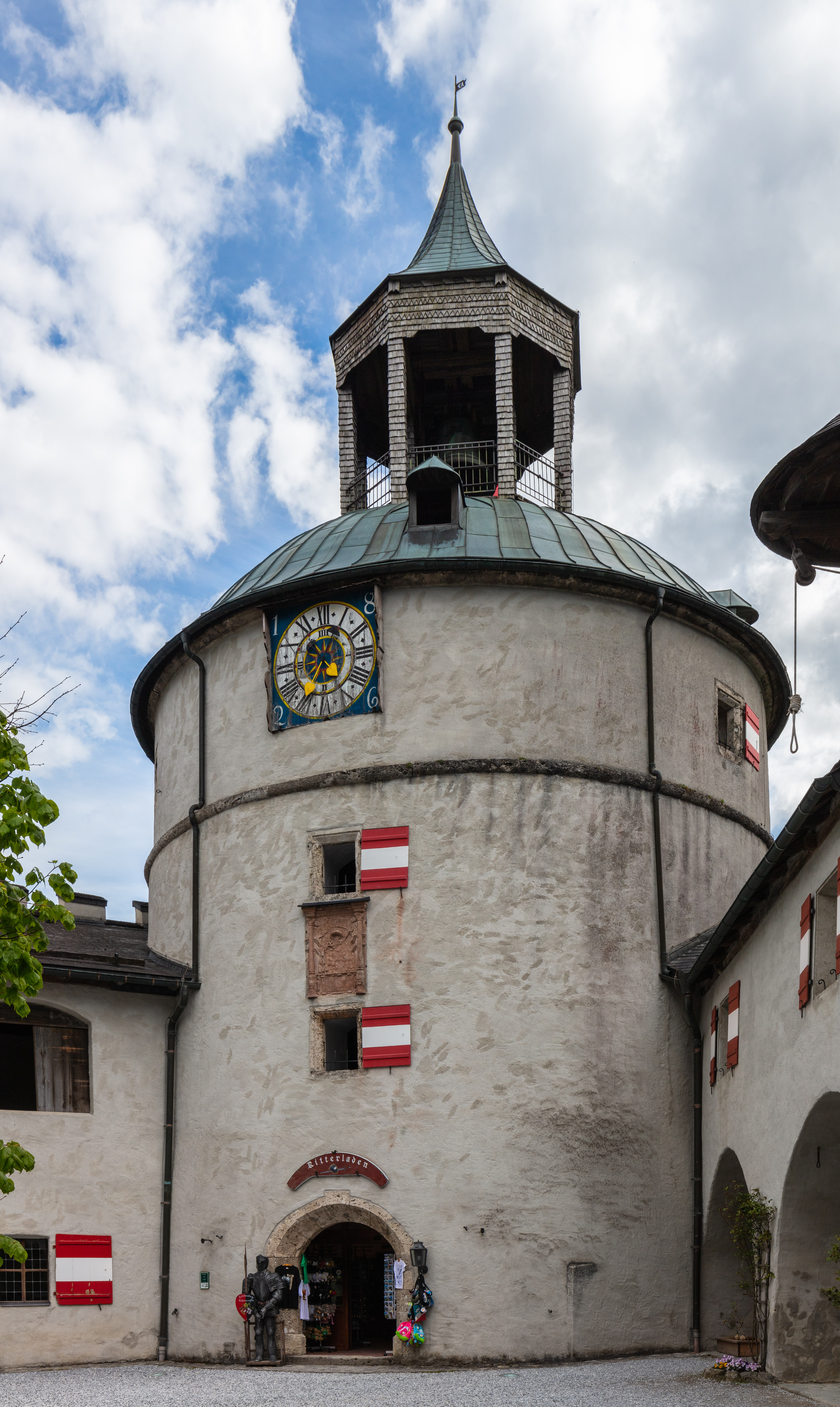
La tour.
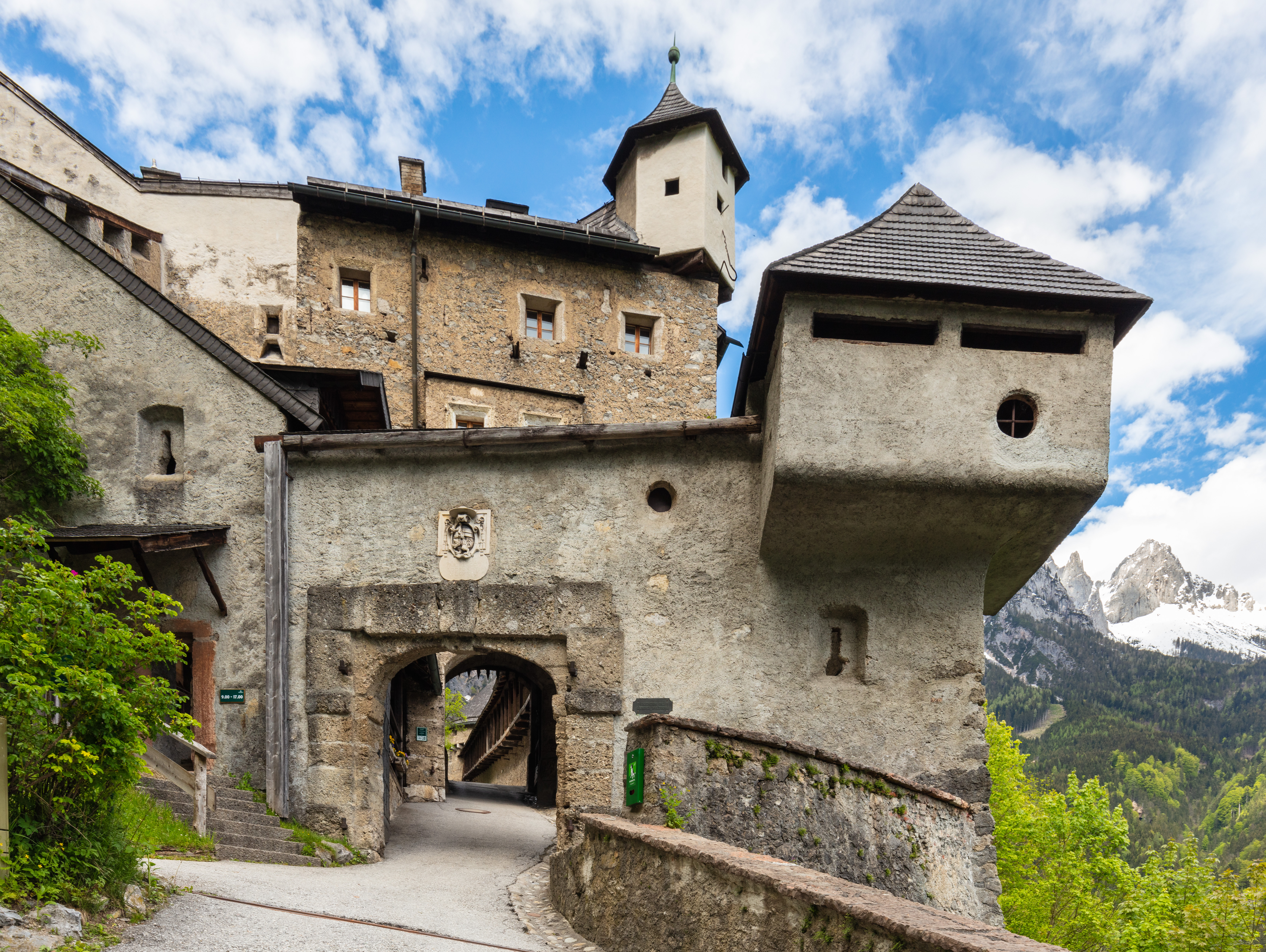
Entrée.
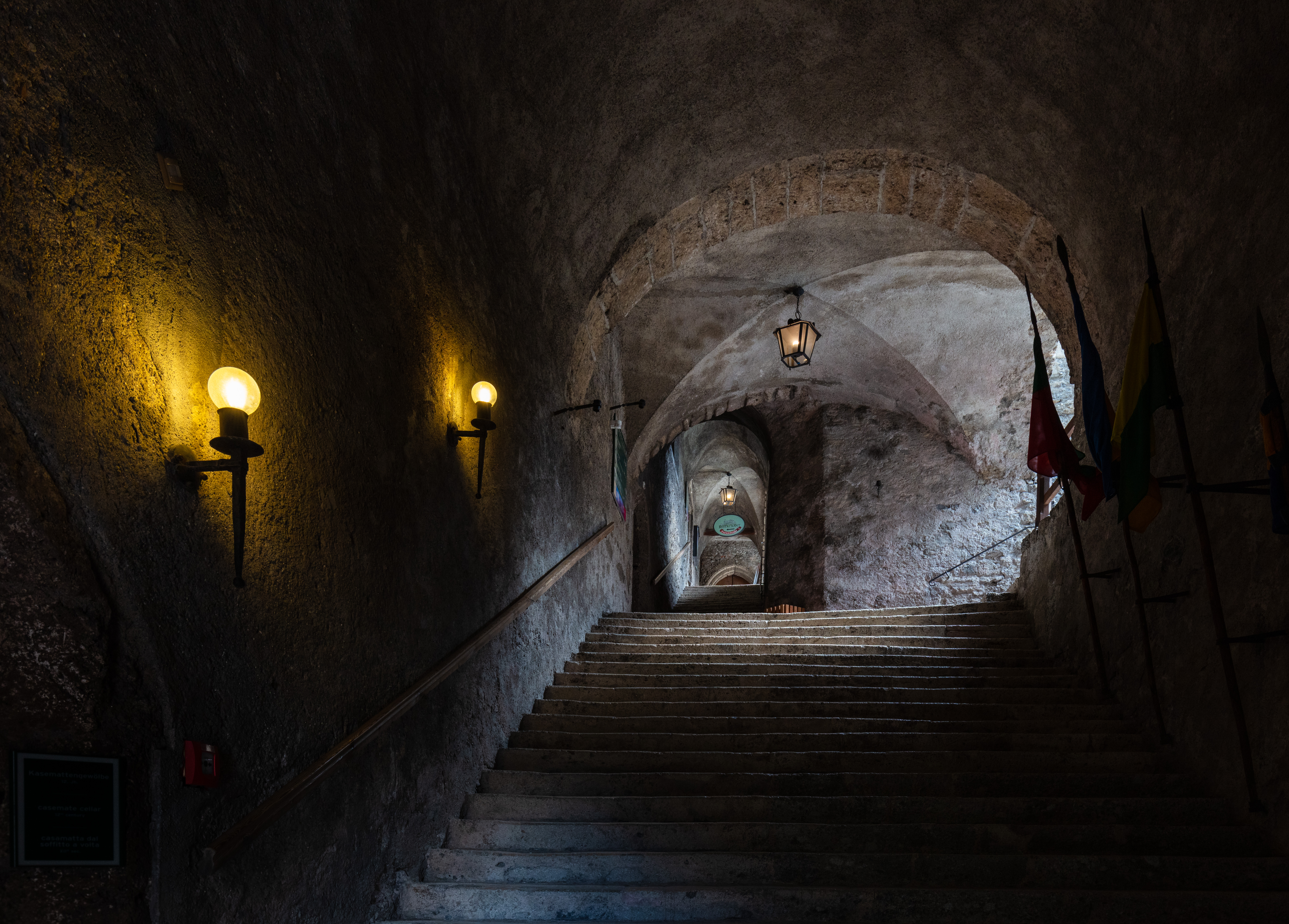
Un escalier.
Vue d'ensemble.

## Films
- Quand les aigles attaquent (1968)
- La Tante de Frankenstein (série télévisée) (1987)
- Le 10e Royaume (minisérie) (2000)
- Pour le meilleur et pour le rire (2003)
- The Man in the high castle (série Amazon Prime vidéo) (2015)